# US Indoors 1984
Lo US Indoors 1984 è stato un torneo di tennis giocato sul sintetico indoor. È stata la 77ª edizione del torneo, che fa parte del Virginia Slims World Championship Series 1984. Si è giocato ad East Hanover negli USA dal 20 al 26 febbraio 1984.

## Campionesse

### Singolare
Martina Navrátilová ha battuto in finale  Chris Evert con il punteggio di 6–2, 7–6(4)

### Doppio
Martina Navrátilová /  Pam Shriver hanno battuto in finale  Jo Durie /  Ann Kiyomura con il punteggio di 6–4, 6–3